# Mimetus
Mimetus este un gen de păianjeni din familia Mimetidae.

## Specii[1]
- Mimetus aktius
- Mimetus arushae
- Mimetus audax
- Mimetus aurioculatus
- Mimetus banksi
- Mimetus bifurcatus
- Mimetus bigibbosus
- Mimetus bishopi
- Mimetus brasilianus
- Mimetus catulli
- Mimetus caudatus
- Mimetus comorensis
- Mimetus cornutus
- Mimetus crudelis
- Mimetus debilispinis
- Mimetus dimissus
- Mimetus echinatus
- Mimetus epeiroides
- Mimetus fernandi
- Mimetus hannemanni
- Mimetus haynesi
- Mimetus hesperus
- Mimetus hieroglyphicus
- Mimetus hirsutus
- Mimetus hispaniolae
- Mimetus indicus
- Mimetus insidiator
- Mimetus japonicus
- Mimetus keyserlingi
- Mimetus labiatus
- Mimetus laevigatus
- Mimetus madacassus
- Mimetus margaritifer
- Mimetus marjorieae
- Mimetus melanoleucus
- Mimetus mendicus
- Mimetus monticola
- Mimetus natalensis
- Mimetus nelsoni
- Mimetus notius
- Mimetus penicillatus
- Mimetus portoricensis
- Mimetus puritanus
- Mimetus rapax
- Mimetus ridens
- Mimetus rusticus
- Mimetus ryukyus
- Mimetus saetosus
- Mimetus sennio
- Mimetus sinicus
- Mimetus strinatii
- Mimetus syllepsicus
- Mimetus testaceus
- Mimetus tikaderi
- Mimetus tillandsiae
- Mimetus triangularis
- Mimetus trituberculatus
- Mimetus tuberculatus
- Mimetus variegatus
- Mimetus verecundus
- Mimetus vespillo